# Paradiso (Амстердам)
Paradiso — музыкальный зал и культурный центр расположенный в Амстердаме.

## История
Paradiso расположен в переоборудованном здании бывшей церкви, которое было построено в девятнадцатым веком и использовалось до 1965 года в качестве конференц-зала для либеральной голландской религиозной группы, известной как «Vrije Gemeente» (рус. Свободная Конгрегация). Зал расположен в центральном районе города, de Weteringschans, недалеко от площади Лейдсеплейн, одного из центров ночной жизни Амстердама — популярного среди туристов. Основной концертный зал Paradiso, сохранивший церковный интерьер, имеет высокие потолки и два кольцевых ряда балконов с видом на сцену, над которой расположены три больших окна с витражами. Акустика зала насыщена эхом, однако на протяжении многих лет предпринимались меры для её улучшения. В дополнение к главному концертному залу, есть два небольшие сцены, на верхнем этаже и в подвале.
В 1967 году в здании поселились хиппи, которые хотели превратить церковь в развлекательный клуб. Однако полиция выселила их в том же году. 30 марта 1968 года администрация города открыла Paradiso в качестве молодежного развлекательного центра субсидируемого за счёт местных жителей. Наряду с соседним клубом Melkweg (рус. Млечный Путь), он вскоре стал ассоциироваться с контркультурой хиппи и рок-музыкой той эпохи. Это было одно из первых мест в городе, где допускалось употребление и продажа лёгких наркотиков. С середины 1970-х годов Paradiso все больше стал ассоциироваться панк-движением и новой волной, хотя в нём продолжили выступать артисты разных музыкальных направлений. Начиная с конца 1980-х годов, в клубе стали часто проводить рейвы и тематические танцевальные вечеринки.

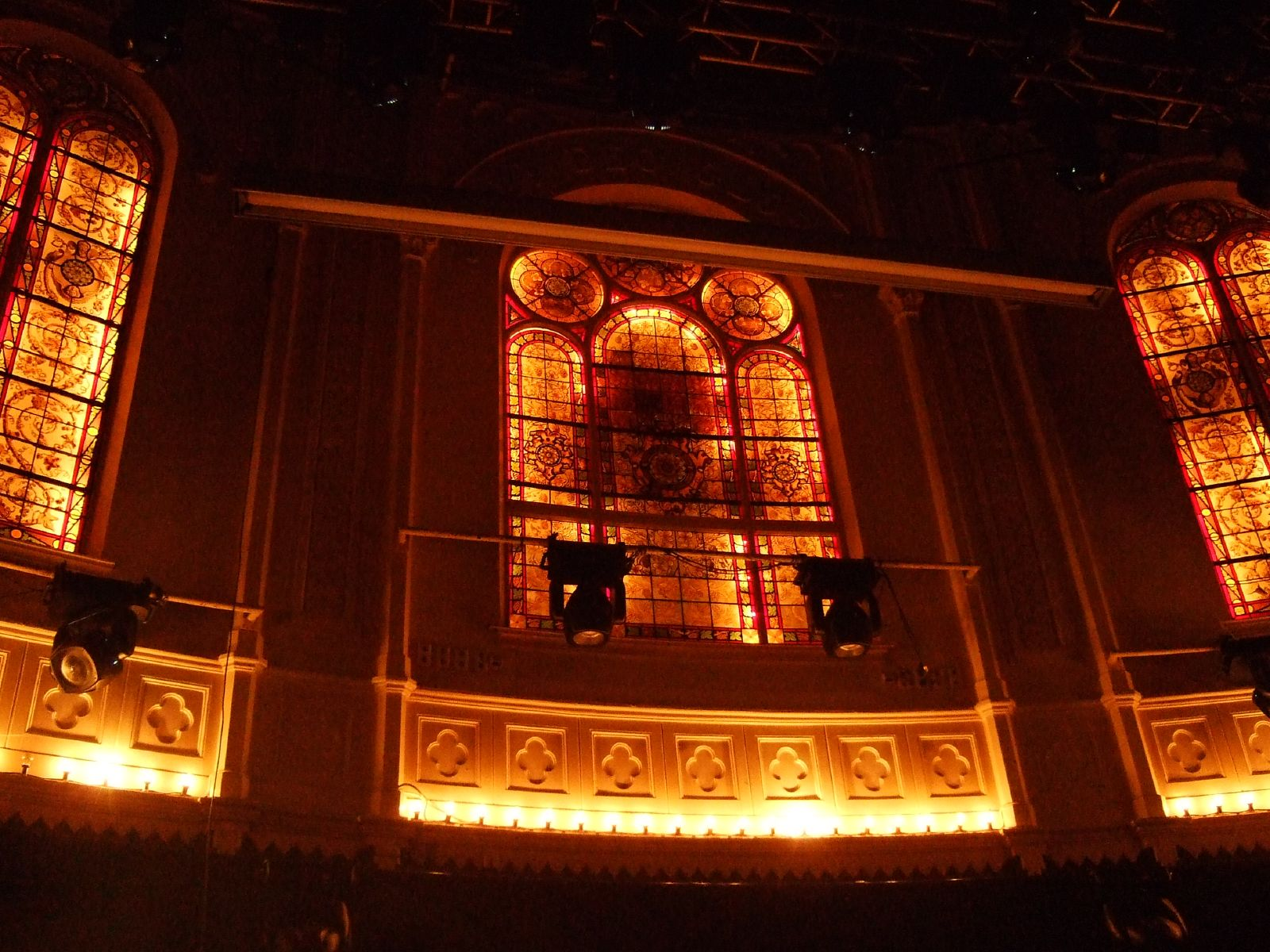
Церковные витражи в главном зале

В 1994 году, руководство Paradiso, совместно с Институтом Сонологии и Научно-Художественным межфакультативом (англ. Institute for Sonology and The ArtScience Interfaculty), организовали программу под названием Sonic Acts. Впоследствии в стенах заведения начали проводить различный спектр культурных мероприятий, который, помимо выступления музыкальных коллективов, включает лекции, театральные постановки, концерты классической музыки и художественные выставки. В 2008 году в Paradiso практически полностью запретили курение табака и гашиша (несмотря на то, что клуб долгие годы прочно ассоциировался с курением), в соответствии с общенациональным запретом на курение в общественных местах (в здании оставили лишь одну небольшую комнату для курения).
На протяжении 1990-х администрация города хотела прекратить субсидирование клуба Paradiso, причём эта ситуация стало чем-то вроде политической проблемы в Амстердаме. Тем не менее, сторонники музыкального заведения отстояли его субсидирование, аргументируя это тем, что размеры финансирования выглядят вполне разумно на фоне бюджетов выделяемых другим культурным заведениям города.

## Выступления музыкальных групп

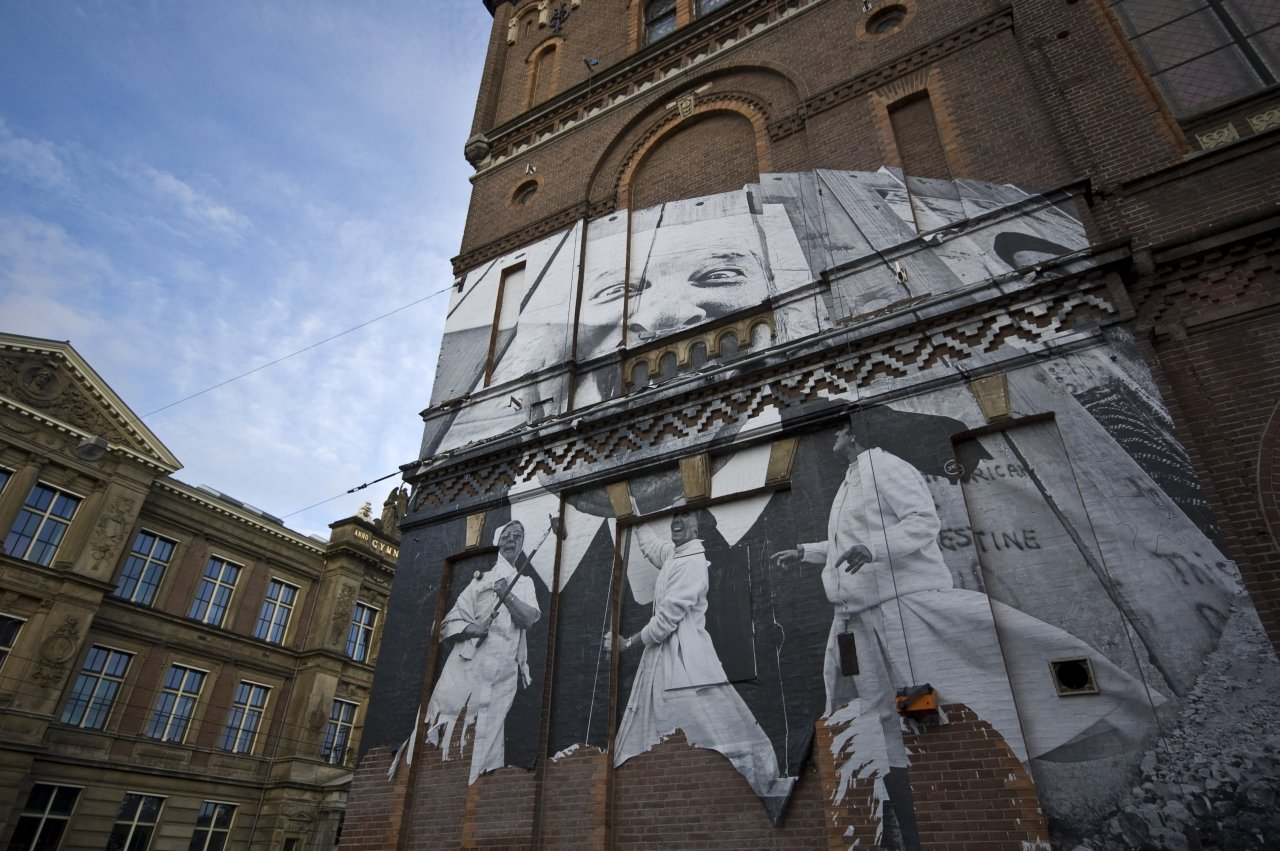
Постеры на стене здания Paradiso

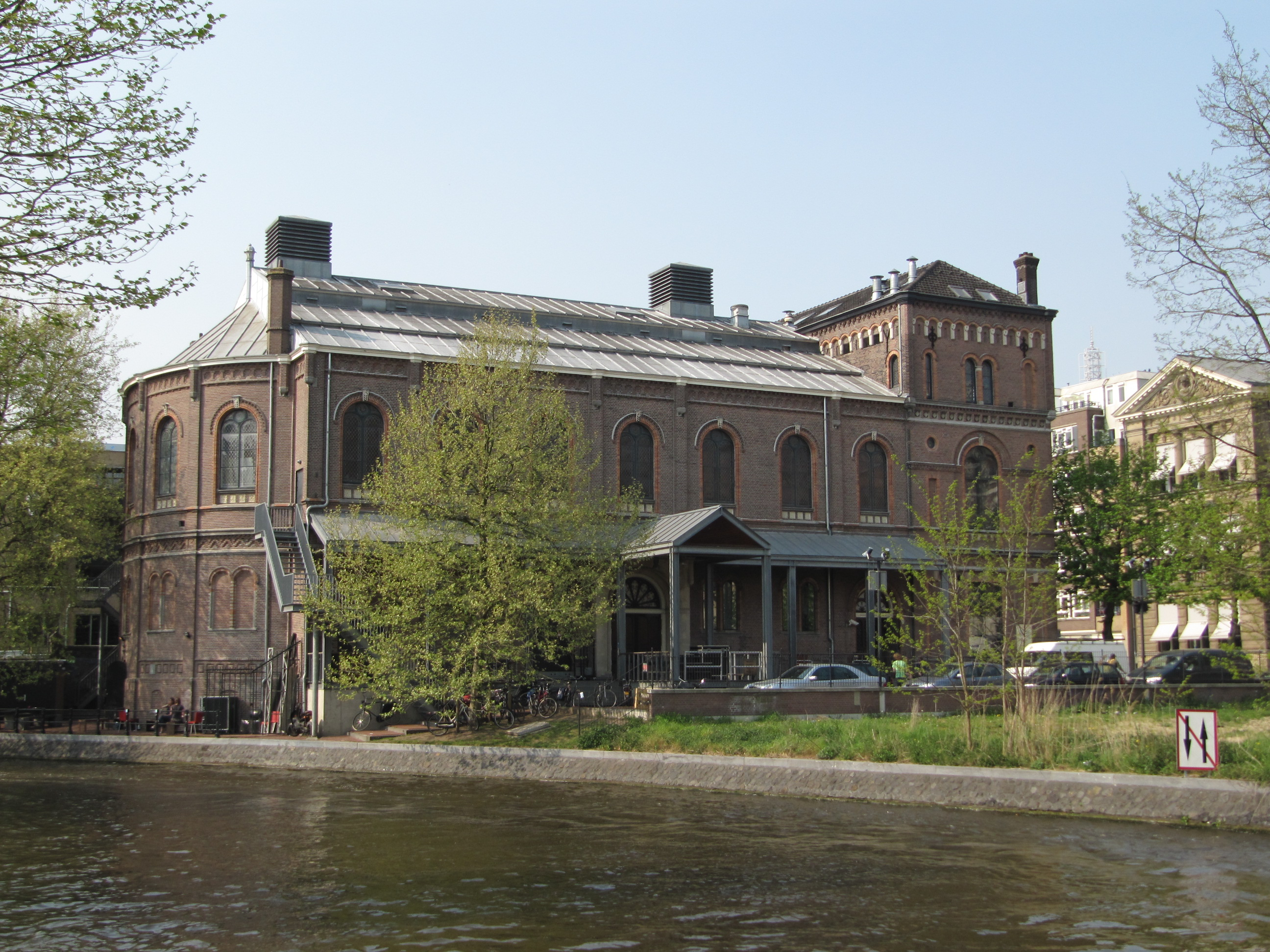
Здание Paradiso с задней стороны

Среди исполнителей выступавших и записывавших концерты в стенах Paradiso, фигурируют: The Police, Принс, The Killers, Pink Floyd, Дэвид Боуи, The Sex Pistols, The Rolling Stones, Мадонна, Эми Уайнхаус, Nirvana, Джо Джексон, Леди Гага, Coldplay, Херман Брод, Red Hot Chili Peppers, Laibach, U2, Pearl Jam, Metallica, Joy Division, Джонни Сандерс, Patti Smith Group, Джон Кейл, Chic, Крис Айзек, Kaizers Orchestra, Kraftwerk, Talking Heads, Omar & The Howlers, The Undertones, Smoosh, Duran Duran, Blancmange, The Cure, Golden Earring, Адель, Вилли Нельсон, Декстер Гордон, Phish, Arcade Fire, Nightwish, Bad Brains, Kayak, Loudness, Soft Machine, The Sound, Эмилиана Торрини, Jalebee Cartel, Линк Рэй, Ленни Кравиц, The Only Ones, Nick Cave and The Bad Seeds, Electrosexual, Бет Харт, Дэйна Кёрц, Дэйв Мэтьюс, Сюзанна Вега, Milow, Fiction Plane, Epica, Editors, Motorpsycho, Pain of Salvation, Deftones, Riverside, Lamb, Live, NITS, Jamiroquai, Кен Стрингфеллоу, Public Enemy, The Roots, The Proclaimers.
7 января 1977 года гитарист Глен Мэтлок сыграл свой последний концерт с группой The Sex Pistols в стенах клуба Paradiso, воссоединение музыканта с коллективом произошло лишь в 1996 году.
23 мая 1968 года группа Pink Floyd выступила в этом клубе с концертом. Сет-лист выступления содержал материал из альбомов The Piper at the Gates of Dawn и A Saucerful of Secrets. Впоследствии запись песни «Interstellar Overdrive», исполненной на этом шоу, была выпущена на сборнике The Early Years 1965–1972.
26—27 мая 1995 года группа The Rolling Stones отыграла в Paradiso два полуакустических концерта. По словам очевидцев, перекупщики перепродавали билеты на эти концерты за многие тысячи долларов. В том же году записанный материал был выпущен на концертном сборнике Stripped. Впоследствии гитарист группы Кит Ричардс назвал эти выступления лучшими шоу в многолетней карьере коллектива.

## Галерея

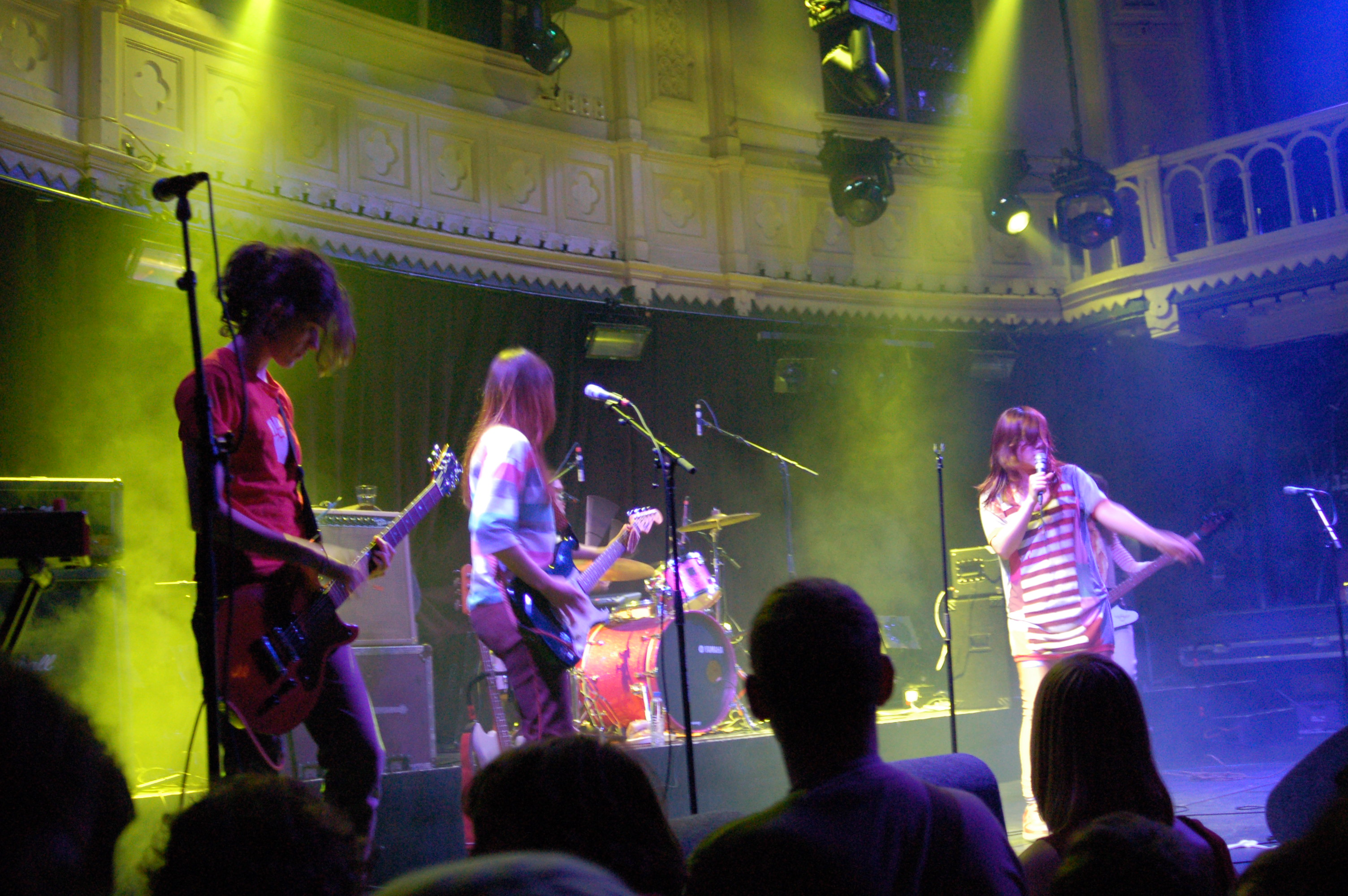
Выступление бразильской группы Cansei de Ser Sexy
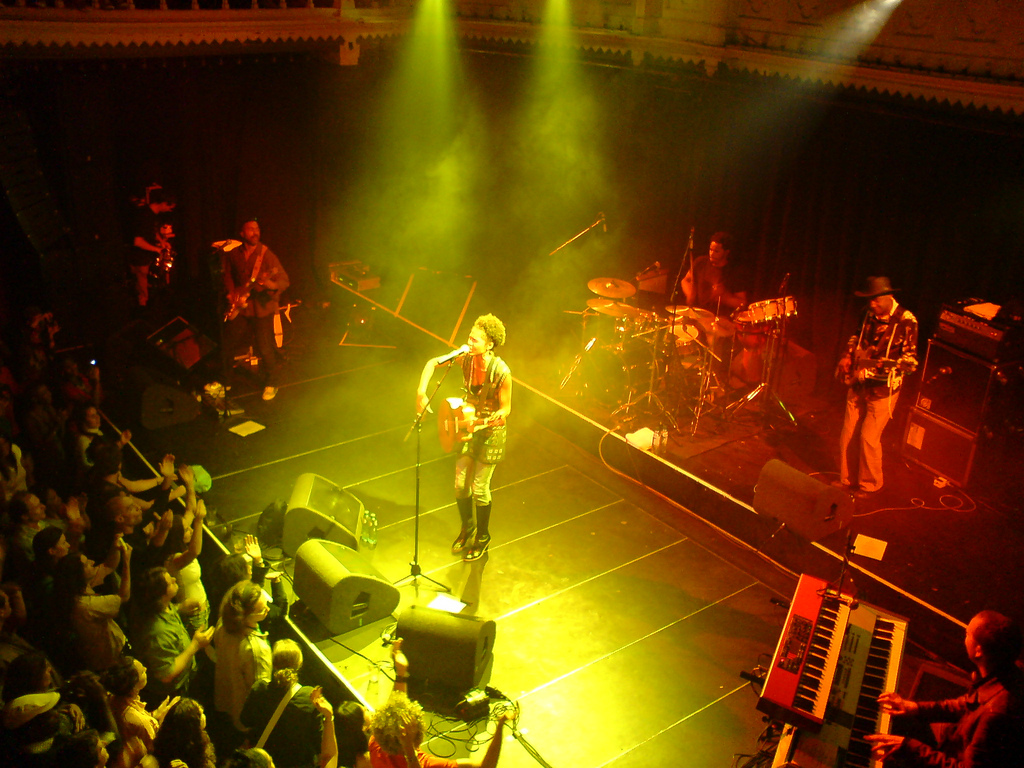
Выступление немецкой певицы Айо, 13 сентября 2007
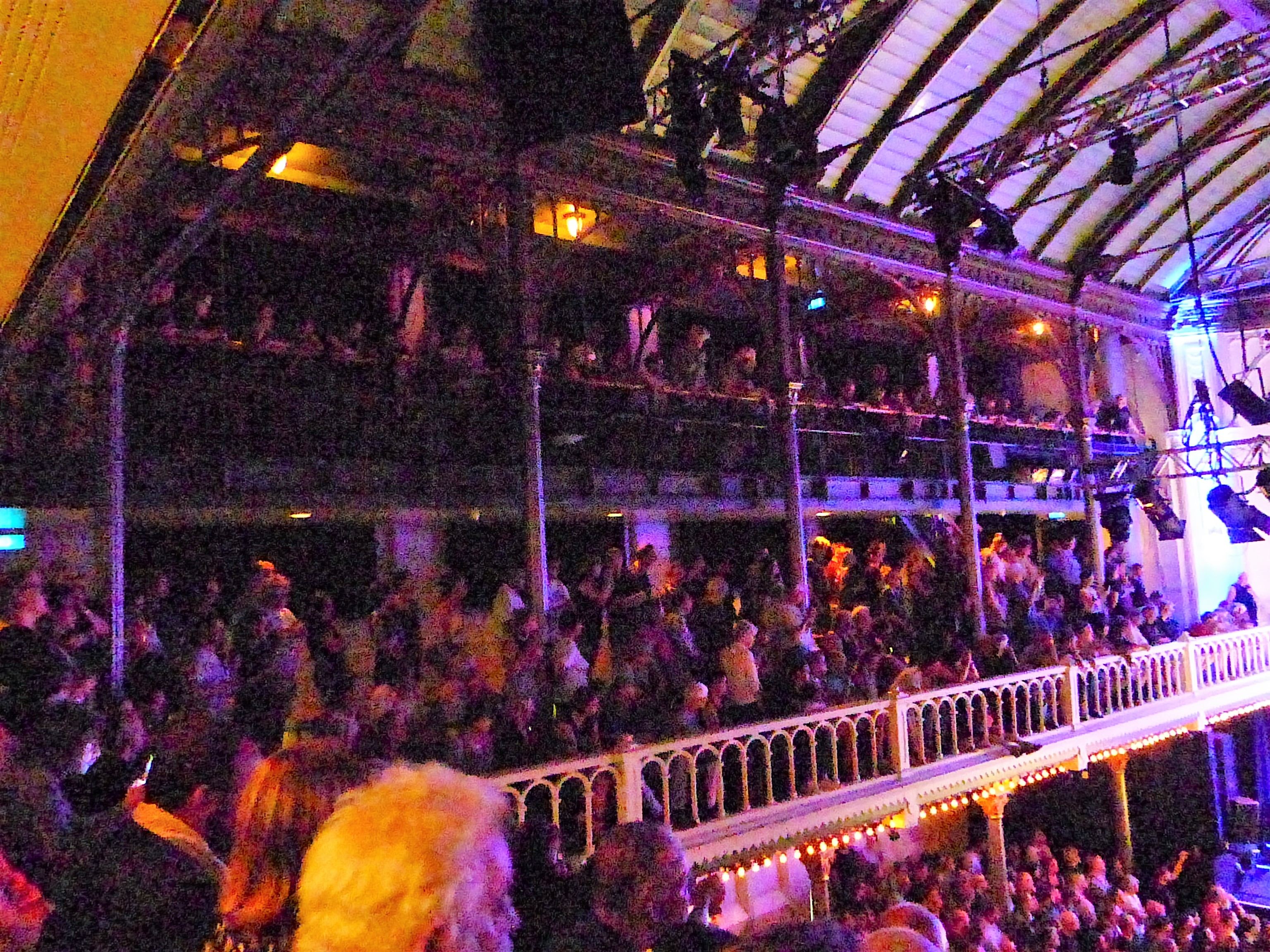
Зрители аплодируют стоя американской певице Патти Смит